# اس‌ام‌اس امدن (۱۹۱۶)
اس‌ام‌اس امدن (۱۹۱۶) (به انگلیسی: SMS Emden (1916)) یک کشتی بود که طول آن ۱۵۱٫۴ متر (۴۹۷ فوت) بود. این کشتی در سال ۱۹۱۶ ساخته شد.